# Шэньян Чжунцзе
«Шэньян Чжунцзе» (кит. трад. 瀋陽中澤, упр. 沈阳中泽, пиньинь Shěnyáng Zhōngzé) — бывший китайский футбольный клуб из провинции Ляонин, город Шэньян, выступавший во второй по значимости китайской лиге Цзя-А. Домашней ареной клуба являлся Шэньянский Олимпийский центр вместимостью 60 000 человек.

## История
Клуб был основан в августе 2009 года и назывался «Тяньцзинь Жуньюйлун». В начале сезона 2011 года в Первой лиге, «Тяньцзинь Жуньюйлун» купил клуб «Аньхуй Цзюфан» и получил его место в Первой лиге Китая. Однако уже в апреле 2011 года возникли проблемы, которые были подняты в СМИ — задержки зарплаты и другие проблемы с игроками.
В июле 2011 года команда «Тяньцзинь Жуньюйлун» заключила сделку с ООО «ФК Шэньян Шэньбэй» и переехала в Шэньян, где сменила название на «Шэньян Шэньбэй». Команду взяло под контроль правительство Нового района Шэньбэй, а домашним стадионом команды стал Городской стадион Теси.
В декабре 2013 года 100% акций клуба выкупила компания «Ляонин Чжунцзе», а клуб с начала 2014 года начал выступления под новым названием «Шэньян Чжунцзе». После того, как команда заняла 11-е место в первой лиге, клуб не смог реализовать переход права собственности, в итоге 15 января 2015 года команда заявила о том, что отказываются от регистрации в системе китайских лиг, а клуб распускается. Однако, позднее «Шэньян Чжунцзе» был зарегистрирован для участия в сезоне 2015 года, а официально прекратил существование 27 февраля 2015 года.

## Эмблема

Шэньян Шэньбэй (2011—2013)
Шэньян Чжунцзе (2014—2015)

## Результаты
- По итогам сезона 2014 года[7][8]

За всё время выступлений
| Сезон    | 2011 | 2012 | 2013 | 2014 |
| -------- | ---- | ---- | ---- | ---- |
| Дивизион | 2    | 2    | 2    | 2    |
| Место    | 6    | 12   | 6    | 11   |

## Тренерский штаб
| Позиция в клубе           | Персонал                |
| ------------------------- | ----------------------- |
| Главный тренер            | Ли Чжэн (и.о.)          |
| Помощник главного тренера | Пет Демоль, Чжан Сяожуй |
| Тренер вратарей           | Гу Сюэфэн               |
| Тренер по физподготовке   | Лю Сянвэй               |
| Физиотерапевт             | Сун Сюэван              |